# Afrorhynchitoides gabonicus
Afrorhynchitoides gabonicus là một loài bọ cánh cứng trong họ Rhynchitidae. Loài này được Hustache miêu tả khoa học năm 1934.